# تترامتیل‌بوتان
تترامتیل‌بوتان (به انگلیسی: Tetramethylbutane) یک ترکیب شیمیایی با شناسه پاب‌کم ۱۱۶۷۵ است. شکل ظاهری این ترکیب، بلورهای مومی کدر سفید است.